# 移動交番175
『移動交番175』（いどうこうばんいなご）は、笠原倫による日本の漫画作品。児童向けのポリスアクション漫画で、『100てんコミック』（双葉社）に掲載された。

## ストーリー
警視庁・疹宿（しんじゅく）署には「特別交通機動部隊」が存在する。武装化した交通ギャングに対抗するため疹宿署署長が上司を説き伏せて作ったハンパ者集団。重火器と最新の科学兵器を満載したトラックのパトカー「パトラック175（イナゴ）」を用い、隊長の不渡鉄矢（ふわたり てつや）以下5名の隊員達がさまざまな敵や犯罪と戦っていく。

## 登場人物

### 175の隊員
不渡鉄矢（ふわたり てつや）
主人公。特別交通機動部隊175の隊長。髪型はリーゼント。真っ赤な交通機動隊の制服を着ている（通常の制服は水色）。バイクの運転が非常に上手い。視覚が健常であるが、右目に常時黒いアイパッチを着用。このアイパッチには道路標識が印刷されており、漫画のストーリー展開にあわせて本のページのようにめくれて書き換わる。
175のパワーと火力に物を言わせた、大胆で強引な作戦で事件を解決する。ノキオと聖太の身を犠牲にするような滅茶苦茶な手段をとることもしばしばである（その後生きているのを確認して「お前なら生きていると信じていた」などとフォローを入れる）。いつも飄々としているが、仲間のピンチや非道な犯罪には血相を変えて立ち向かう。情に厚く、息子に会いたさに脱走した容疑者を一時的に息子に会わせてやるエピソードもある。第1話の敵だったヘルスや、第6話で登場する暴走族などの、いわゆる「ツッパリ」には同情的で、ある程度制裁を加えるとさっさと引き上げてしまう。その一方で、権力をカサにきてふんぞり返っている奴は、たとえ同じ警察官でも容赦せず叩きのめす。175の運転は出来るが（ただし、免許を所持しているかどうかは不明）、その運転は非常に荒っぽい。聖太が誘拐された際、犯人の卑劣さに怒って175で追い回すが、その運転は町を破壊し、誘拐犯を175に乗ったまま屋内まで追いかけ回す常識外れのものであり、不渡が運転をすると知ったノキオは恐れをなして逃げ出すほどであった。
特技は目を開けたまま寝ること。名前の由来は、『西部警察』で主人公を演じた俳優・渡哲也。
聖太（せいた）
男子小学生。10歳。肥満児のうえに頭髪が薄く、歯も一部抜けているため異様に老けて見える。
小学生がなぜ175のような特殊部隊に勤務しているのかは本編では語られないが、不渡が「こいつもみなしごなんだよ」と言っていることから、あるきっかけで警視庁または不渡個人に拾われたと推測される（175の秘密基地内部に住んでいると思われる描写もある）。
戦闘員としての活躍はほとんどなく、もっぱらマスコットキャラクター的存在である。しかし、あるエピソードでは、テロリストに占拠された疹宿署内部で身の小ささを活かして通信ケーブルを切断し、犯人たちを混乱させるなどの活躍もみせる。他の隊員のことは敬称無しで呼ぶが、不渡だけは「隊長」または「たいちょう」と役職名で呼ぶ。ただし、仲間の誰に対しても丁寧語は使わない（多古里署長に対してのみ丁寧語）。
ノキオ
175のドライバー。各種兵器の出し入れと操作も担当。175の巨体をドリフト走行させて敵を押し潰す「必殺 苦労（くろ）すカウンター」という運転技術も持つ。
容姿のモデルはタレントの沢田研二。沢田研二の歌のタイトルや歌詞を適当に織り交ぜた台詞をしゃべる。名前の由来も、当時の沢田研二のヒット曲『TOKIO（トキオ）』から。服装も、当時の沢田研二をイメージした装飾の多い服を着ている。
他の隊員と比べて良識のある人物で、不渡にもよく冷静な突っ込みを入れる（突っ込みの時だけ丁寧語でなくなる）。実家は農家で、目がそっくりの父親が上京してくるエピソードもある。このとき本名が「沢田軒男」であることと、3年前に歌手になるため家出したことが判明する（それがなぜ175のドライバーになったのかは不明）。当初は不渡に好意を抱く同性愛者めいた描写があったが、生コンクリートの池に落ち175が動けなくなった際に、自分だけ置き去りにされたことから人間不信に陥り、それ以降は不渡へのツッコミも厳しいものになる。
『100てんコミック』誌上で行われた、全掲載漫画から選ばれるハンサムキャラコンテストでベスト10に入ったことがある。
ヘルス
第1話で登場した一匹狼の暴走族。すご腕のバイク乗り。黒いヘルメットを常時着用。
暴走族を取り締まる警察車両や検問を襲撃して、捕まりかけた暴走族たちを逃がしていた。爆発物を多用し、自ら「ヘルスボンバー」と名乗る。首都高で、不渡・聖太の乗ったサイドカーと戦い破れ、バイクを失い不渡に投降。しかし、犯人逮捕に興味のない不渡はこれを無視。後日、ヘルスは175隊員として雑用係からのスタートを切る。第2話以降は、巨大な175では撃てない位置の敵を攻撃するなどバイクの機動力を活かした任務で活躍する。不渡に対しては丁寧語で話すようになる。
ヘルスという名称の由来とつづりは最後まで不明。
岡野イチゴ（おかの イチゴ）
紅一点の女性隊員。交通機動隊員として暴走族を取り締まっていたが、ある事件で暴走族に捕らえられたところを175に救出される。その後自ら希望し175に転属した。
聖太からは「お姉さま」と呼ばれ慕われている。

### 175の関係者
多古里（たこり）
疹宿署の署長。3頭身の肥満体。丸顔。天然パーマのうえ、頭髪の大半が失われている。大変怒りっぽく、怒るとタコのように真っ赤になる。事あるごとに不渡達を説教するが、不渡は立ったまま寝るので激怒しこれを叩き出す、というのがネタとして多用された。
不渡を叱ってばかりであるが、特別交通機動部隊の設立を提案したのは彼自身である。戦車108が暴走した事件では、防衛大臣、警視総監などが列席する対策会議にも出席しており、警察組織内でもそれなりの立場にはいるようである。
署の庭には彼の銅像（175地下研究所への入り口）があり、銅像は首輪をつけたタコを連れている。
遠藤（えんどう）
175の開発者。ぐるぐるメガネ、濃いヒゲの剃り跡、白衣と、いかにも科学者といった容貌の中年男性。
175に搭載される新兵器や小型車両の開発も行っている。新兵器の説明をする時は、たとえ戦闘中であっても大変楽しそうな表情をしながらタバコに火をつける。
目次では「遠藤博士（えんどうはくし）」と記載されている。

## 175の装備

### 固定兵装
ローリングサンダー
超高圧電流を発して相手に落雷を起こし焼き尽くす。また、宙に放電してロープなどを焼き切ることもできる。
第2話から登場し、175全装備の中で最も多用された。
マジックハンドQ
多関節のロボット型アームの先に、巨大なボクシングのグローブ型の拳が付いている。高速で運動し敵を殴り倒すほか、逃げる犯人を捕まえるのにも使用される。
ローリングサンダーに次いで多用された武装。
デストロイドリラー
多関節のロボット型アームの先に、コーン型のドリルが付いた掘削機。
バイオレンスハリケーン
175の天井から出現する巨大な扇風機。風圧で敵を吹き飛ばしたり、敵の弾丸をそらしたりするだけでなく、下向きに使用するとヘリコプターの要領で175を一時的に飛行させることもできる。

### 175内から出撃する車両
W1サイドカー（ダブルワンサイドカー）
本作において最初に登場した子機。運転席に不渡、助手席に聖太が乗り込んだ。
サイドカー部分が任意で切り離せるのが特徴で、これを利用してサイドカーだけを敵に体当たりさせることができる（不渡は『秘密兵器サイドカーミサイル』と命名）。
ミラクルバイク カスタムXX（ミラクルバイク ダブルエックス）
第2話で登場。ジェット燃料で短時間だが飛行可能。荷台に積んだミサイルで敵を爆撃する。
ブレーキが未完成なままヘルスが搭乗、出撃し、止まれなくなった。別の任務で再登場した時は、後部にバズーカを積んでいた。
69ローラー(ロックンローラー)
仕様:対金属用散弾ミサイルとバズーカ砲・登攀角度90度・ターボーチャージャー
戦闘用ロードローラー。遠藤博士が開発した兵器の中でも自信作という。893との戦闘で爆破されるが後に復活する。
登攀角度はなんと90度。底面から対金属散弾ミサイルを発射する。巨大な敵の側面からよじ登り、上空に飛び出してから散弾ミサイルを撃ち込む、というのが戦術として多用された。
175から出撃する子機の中で最も登場回数が多い。
ジェット・ローラー
仕様:50ccエンジン・最高時速120km・ジェットエンジン
固形燃料で加速するローラースケート。正式な使用者はヘルスのようであるが、イチゴ救出作戦では気まぐれで不渡が使用し、暴走族数十名を蹴り倒した。
ハンググライダーD
仕様:ノーズ角110度・最高時速110km・スカイバズーカ砲
ジェットエンジンで飛行するハンググライダー。ヘリコプターで逃走する犯人を追跡するため、不渡が搭乗した。

### 175を支援する車両
ハイトップ・フューエル
仕様:V8気筒3000馬力・最高時速500km
ドラッグカーのトップ・フューエルを改造したパトカー。運転者はヘルス。後部座席に聖太が乗り込んだ。パトロール中に偶然出くわした敵のメーザービーム（切断光線）によって破壊される。
モンキー・ダビットソン
仕様:排気量49cc・最高時速50km
ハーレー・ダビットソンに似たデザインの小型白バイ。運転者は不渡。同乗者は聖太。第5話の敵、暴走族ビールス連合に破壊される。
ハードジープ902（ハードジープクオーツ）
仕様:四輪駆動リアミッドシップ・最高時速190km・水深106cmまで走行可能・圧縮マシンガン装備。
4人乗りの戦闘ジープ。強奪された175を奪還するのに使用された。圧縮マシンガンは175のドアを破壊可能な威力を持つ。
装甲クルーザー
仕様:ガトリング砲
警視庁がメガポリス軍団を倒すため175とともに北海道に派遣した、フロントノーズの長い四輪バギー部隊。パトカーのカラーリングを施されている。

## 敵メカ
カワサキZ1-R TC-II
仕様:ターボーチャージャー装備・DOHC1015cc・最高出力115ps・最高時速250km
第1話でヘルスが使用した武装バイク。煙幕装置と小型バズーカ砲搭載。不渡が発射したサイドカーミサイル(聖太が乗ったままのサイドカー)に体当たりされ破壊された。
機動戦車108(きどうせんしゃイレバ)
仕様:3500馬力
50ミリ主砲:175の装甲を貫通可能。
防御バリヤー:ローリングサンダーを防ぐことができる。
9.8ミリ機銃:175の装甲にはダメージを与えられなかった。
※他にも煙幕装置などがあると示唆されている。
自衛隊の総力を結集した作った特殊機動戦車(一〇八と記述される箇所もあり)。1台で首都圏を灰にできるほどの戦闘力を秘める。下着ドロボーの新城カオルが、捕まった恨みを晴らすためにこれを乗っ取り、警視庁に攻撃を仕掛けようとした。後述の893との戦いでは自衛隊の主戦力として再登場したが、893によって破壊された。
ジャンボブル1号
仕様:全長22m・高さ16m・最高時速60km・8000馬力
超巨大ブルドーザー。ショベル前面に長いツノが2本ついている。操縦者は東。
コンクリートミキサー2号
仕様:全長20m
前方のホースからセメントを吹き出して攻撃する。
ラフターラインクレーン3号
仕様:全長25m・高さ18m・12000馬力。
クレーンアームにぶら下がった巨大な分銅で敵を押しつぶす。操縦者はトミタ。
パラドックス移動オバン075（-オナゴ）
仕様は不明
グレートトラックレース編に登場。福笑いの失敗のような超ドブスで大根足のおばさん(本名不詳：登場人物紹介ではオナゴ)が運転するトラック。ヘッドライトが巨大な目、バンパーは分厚いくちびるになっており、周囲の車をなめたりキスしたりして追い払い突き進む（175が舐められると、なぜか175のヘッドライトも目になって擬人リアクションをする）。彼女は生まれてから1度も男に声をかけられたことがなく、その反動で、一言あいさつされただけの不渡に一目惚れしてしまう。以後レース中ずっと175を追いかけまわすことになる。「パラドックス」とは矛盾の意であるが、本編を読む限り、「パトラック」と語感が似ていることから付けられただけと考えられる。
最新式現金輸送車Ｑ
仕様:排気量4000cc・最高時速200km・超合金ボディ・メーザービーム・防弾ガラスなど
警察官たちの給料を輸送する途中で襲撃を受け、アネゴたちに強奪される。
ドリームカー634(ドリームカー ムサシ)
仕様:2800cc・FF車・ガルウイング2ドア・最高時速240km・オートレベライザー・ECCS
自動車メーカー「トヨタマ」と「ニッシン」が共同開発したスーパーカー。デザインのモデルは当時の和製スーパーカー「童夢 零」。
ロールスロイス・ファントム
仕様は不明
ハーレム団が使用するロールスロイス。総工費2億円。天井に付いたウルトラカノン砲(砲弾1発一千万円)で攻撃する。燃料はニトログリセリン。
コンボイ軍団893(コンボイぐんだんヤクザ)
コンボイ100台からなる暴力団。175を罠にはめて破壊し、警視庁本庁も壊滅させ、首都圏を無法地帯にした。物語のちょうど真ん中で登場した事実上最強の敵。
コンボイナンバー8
仕様は不明。
鬼頭三兄弟の長男・八郎が乗るコンボイ。フロント部分には名前内の数がアラビア数字でエンブレムとしてはめられている（以下の2台も同様）。
コンボイナンバー9
鬼頭三兄弟の次男・九郎が乗りこむ。175より大きな超巨大コンボイ。電磁バリヤーも装備している。最後は175に押し潰された。
コンボイナンバー3
鬼頭三兄弟の三男・三郎が乗りこむ。ナンバー8とほほ同一形状。

スーパー耕運車Ｇ・Ｔ
仕様:全長8.2m・4サイクル水冷ターボ搭載・1時間に時速100kmで3000ヘクタールを耕すことができる
室内に5人以上の人間を乗せることができる巨大耕運機。運転手は茂作。デザイナーの名前は「ジグゾウジアーロ」。G・Tは「グランツーリスモ」の略。
田植機さなえスペシャル
仕様:68馬力・750cc2サイクルエンジン・リラクタブルライト
搭乗者は沢田(ノキオの実父)。あらゆる角度のあらゆる物質に1分間に2万本の稲を植えつけることができる。
疲労コンバイン(ひろうこんばいん)
仕様:水冷2気筒ディーゼルエンジン・82馬力
1時間に2000ヘクタールの稲を刈ることができる。搭乗者は割烹着を着た農協のおばさん(名前不詳)。機体名は「疲労困憊（ひろうこんぱい）」のもじり。
フォックスV10
仕様:飛行機用ジェットエンジン搭載20気筒・最高時速220km・排気量13000cc
搭乗者は常木剛。レース用のトラック。後部のノズルからオイルを流し後続車をスリップさせる。
対戦車ヘリAH-15スペシャル
仕様:ロケット弾・投下型爆弾・20mm機関砲・対戦車ミサイル
暴力団5910(ゴクドー)組の戦闘ヘリコプター。3台で飛来し175と首都高速で戦った。
三輪バギー
仕様:排気量750cc・最高時速210km・メガトン砲
メガポリス軍団の主力兵器。
タックラム
仕様:全長102m・全高38m・大型キャノン砲
超ド級装甲輸送指令車。単体の乗り物としては作中で最大。コンピューターで自動的に敵の位置を捜して攻撃する。
王風面メカ[虎](わんふーめんめか とら)
仕様:全長30m。
2本のマジックハンドの先に、牙のついたシャベルの口が付いており、噛み付くようにして攻撃してくる。全身に虎の縞模様が描かれている。
王風面メカ[龍](わんふーめんめか りゅう)
仕様:全長25m
列車のような形状。先頭車両先端の火炎放射器で敵を倒す。非常に動きが素早い。全身に龍のようなウロコの模様が描かれている。倒されると自爆装置が作動する。

## 備考
- 驚いたときの叫び声「わごおおおお」などの珍妙な台詞が特徴的。
- 読者は小学生が対象であったが、たまに小学生には難しい熟語や漢字が使用された。この場合はコマ外に注釈が記載された。
- 175は超合金で作られた強靭な車体を持つが、車体下部には使用されておらず唯一の弱点となっている。この点を突かれ、車体下部をコーン型ドリルで破られて内部に侵入されたことがあった。
- 同時期に同誌で連載されていた『スーパー極道マン』の主人公とその作者をモデルにした敵役が出演する回がある。5910(ゴクドー)組の900(グレオ)及び高倉マッサオという名前で登場。
- 最終巻である第3巻の中表紙、目次などには、本編とはかなり絵柄の異なる不渡、イチゴのイラストが掲載されている。
- 「移動交番車」という車両は現実の警察組織でも存在するが、地域のパトロールとそれに携わる警察官の搬送が主務であり、本作の175のような役割、性能は持ち合わせていない。